# Мавретания
 Тази статия е за римската провинция.  За съвременната държава вижте Мавритания.  
Мавретания (на латински: Mauretania) е историческа област в Северна Африка, на територията на съвременните Северно Мароко и Западен Алжир, и днешните европейски градове Сеута и Мелиля в Южна Испания.
Основното население на Мавретания са племената на берберите. Финикийците започват основават първите градове със заселването си по африканското крайбрежие – Ликсус, Могадор, Волубилис, Чела̀.
Първият документиран владетел по тези места е Сифакс – цар на Нумидия.

## Мавретанско царство
Към края на 2 век пр.н.е. римските историци за първи път споменават за мавретански царе. Верен мавретански съюзник на Рим е Бокх I, прославил се с пленяването на своя зет нумидийския цар Югурта. За тази услуга му е позволено да завладее западната част на Нумидия.
След смъртта на Бокх II през 33 г. пр.н.е. Мавретанското царство губи политическата си самостоятелност. На неговата територия римляните създават васална държава начело с Юба II. През 40 г. неговият син и последен мавретански цар Птолемей е екзекутиран от Калигула, а земите му преминават към Римската империя.

## Римска провинция
В 44 г. император Клавдий разделя Мавретания по река Мулуя на две провинции:
- Цезарийска Мавретания с център Цезарея (Западен Алжир) и
- Тингитанска Мавретания с център Тингис (Северно Мароко).

- Цезарийска Мавретания
- Тингитанска Мавретания

В края на 3 век източната част на Цезарийска Мавретания е отделена в нова провинция под името Ситифенска Мавретания. По силите на тази административна реформа целият район попада под юрисдикцията на Диоцез Африка в състава на Преторианска префектура Италия.
Поради нашествията на вандалите Римската империя губи контрол над тези провинции към 420 г. Вандалите владеят тези региони номинално и чак до арабското завоюване на Северна Африка фактически господари на Мавретания са местни феодали.
- Гробница на мавретанските царе в Типаза
- Мавретания и Стълбовете на Херкулес на Пойтингеровата карта
- Триумфалната арка на Каракала, Волубилис

| Портал | Портал „Африка“ съдържа още много статии, свързани с Африка. Можете да се включите към Уикипроект „Африка“. |

|  | Тази страница частично или изцяло представлява превод на страницата „Мавретания“ в Уикипедия на руски. Оригиналният текст, както и този превод, са защитени от Лиценза „Криейтив Комънс – Признание – Споделяне на споделеното“, а за съдържание, създадено преди юни 2009 година – от Лиценза за свободна документация на ГНУ. Прегледайте историята на редакциите на оригиналната страница, както и на преводната страница, за да видите списъка на съавторите. ВАЖНО: Този шаблон се отнася единствено до авторските права върху съдържанието на статията. Добавянето му не отменя изискването да се посочват конкретни източници на твърденията, които да бъдат благонадеждни. |